# Lacydonia gorda
Lacydonia gorda är en ringmaskart som beskrevs av Hartmann-Schröder 1993. Lacydonia gorda ingår i släktet Lacydonia och familjen Lacydoniidae. Inga underarter finns listade i Catalogue of Life.